# Dir En Grey
Dir En Grey (zapis stylizowany: DIR EN GREY, wcześniej Dir en grey) (jap. ディル・アン・グレイ diru an gurei) – japoński zespół rockowy powstały 2 lutego 1997 roku w wyniku rozpadu grupy La:Sadie’s. Podczas gdy skład grupy od początku pozostał niezmienny, liczne stylistyczne zmiany sprawiły, że ciężko określić gatunek granej przez nich muzyki (jednakże najczęściej podstawą jest rock). Pierwotnie byli częścią japońskiej sceny visual-kei, jednak w ostatnich latach zdecydowali się zrezygnować z ekscentrycznego ubioru.

Logotyp zespołu

Nazwa zespołu składa się z trzech słów, każde wzięte z innego języka. „Dir” z niemieckiego, „en” z francuskiego oraz „grey” z angielskiego. Kaoru utrzymuje, iż Dir En Grey znaczy szara moneta. Innym tłumaczeniem tej nazwy może być: tobie w szarości. Fani, mówiąc o grupie, zamiast pełnej nazwy używają często wyrażeń Deg oraz Diru.
Dir En Grey grali w Azji, Europie i Ameryce Północnej. Magazyn Billboard na międzynarodowej stronie dla fanów napisał, że zespół „przekroczył językową barierę w Stanach Zjednoczonych poprzez muzykę” i „zdobywa publiczność bez śpiewania po angielsku”.

## Historia zespołu

### 1997 – 1999: Wczesna kariera
Przed Dir En Grey czterech z aktualnych członków zespołu grało w grupie pod nazwą La:Sadie’s. Po odejściu basisty (Kisakiego), Kyo, Kaoru, Die i Shinya wraz z nowym członkiem Toshiyą nadal koncertowali jako Deathmask, a 2 lutego 1997 roku zmienili nazwę na Dir en grey. Parę miesięcy później wydali pierwsze EP – Missa. Według gitarzysty Kaoru, nazwa Dir en grey została wybrana ponieważ '„brzmiała dobrze” i jest stworzona ze słów w kilku językach, dlatego ludzie nie są w stanie zrozumieć specyficznego znaczenia – więc dla nich tylko nazwa zespołu.
Zostali zauważeni, gdy w 1998 roku znaleźli się na liście Oricon dziesięciu najlepszych singli z wydanymi niezależnie Jealous i -I'll-. Pięć następnych singli zaaranżował członek legendarnej grupy X Japan – Yoshiki. W pierwszej połowie 1999 roku został opublikowany pierwszy album – Gauze. Jeden z występów promocyjnych albumu (filmowany w Osaka-jou Hall) stał się później pierwszym z kilku koncertów wydanych na VHS i DVD.

### 2000 – 2004: OdMacabrepoVulgar
W 2000 wokalista Kyo był hospitalizowany z powodu problemów ze słuchem, przez co Dir En Grey musiał odwołać kilka koncertów promujących nadchodzący album Macabre. Ostatecznie trzeba było przesunąć trasę „Tour 00 >> 01 Macabre” kończącą się występem w Nippon Budokan. Krótko przed tym, w kwietniu 2001 roku, na rynek wyszedł ich jedenasty z kolei singiel – ain’t afraid to die.

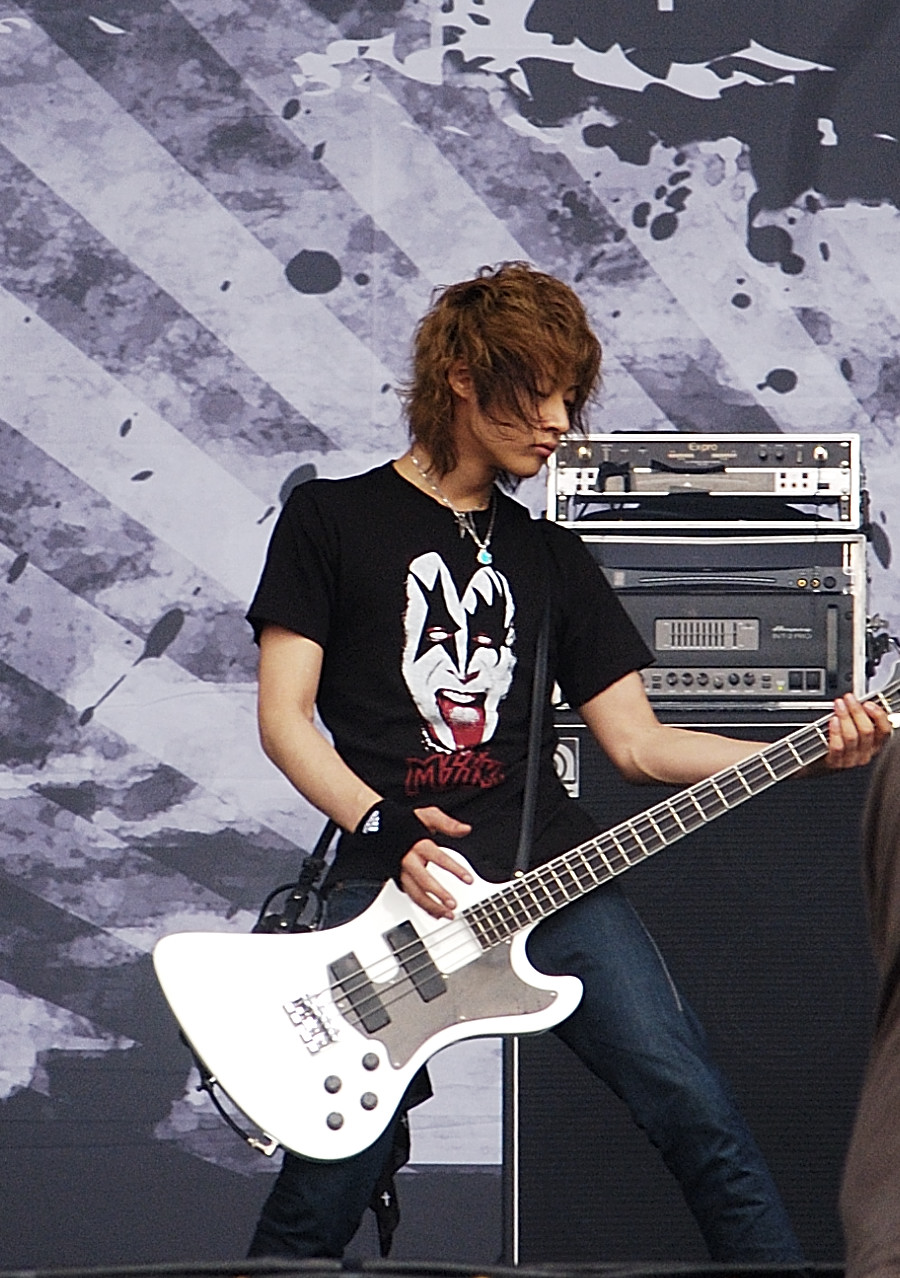
Toshiya na festiwalu Rock im Park w 2006 roku

W następnym roku, wraz z ich trzecim albumem Kisou, Dir En Grey zagrał po raz pierwszy za granicą, odbywając tournée po Chinach, Tajwanie oraz Korei Południowej. Ostatnie koncerty dość długiej japońskiej trasy koncertowej „Rettou Gekishin Angya” wspomagały promocję ich drugiego EP – six Ugly. Latem 2003 roku Dir En Grey wystąpił w Akasaka Blitz, dając tam pięć koncertów w jednym tygodniu. Motywem każdego show (nie licząc pierwszego) był konkretny album, poczynając od najstarszego do piosenek prezentowanych z wtedy jeszcze nie wydanego albumu Vulgar. DVD, Blitz 5 Days, wydane potem, było dostępne wyłącznie dla oficjalnego fanklubu zespołu, a knot. VULGAR wypuszczono we wrześniu 2003 roku, ale trasa koncertowa promująca album trwała jeszcze do roku 2004.

### 2005 – 2006: Pierwsze występy poza Azją
W 2005 roku panowie z Dir En Grey po raz pierwszy wystąpili w Europie. Ich koncerty w Berlinie i Paryżu (jako część tournée „It Withers and Withers”) obyły się bez żadnej medialnej promocji, przekazywane jedynie między fanami w internecie. Zespół pojawił się również na dwóch poważnych niemieckich festiwalach – Rock am Ring oraz Rock im Park. Bardziej zaangażowani w międzynarodowe sceny muzyczne dostali angaż by zagrać przed francuską grupą Eths na paryskim koncercie. Sami zaś zaprosili amerykański zespół Wednesday 13, by wystąpili w roli supportu przed jednym z ich wrześniowych koncertów w Japonii. Dir En Grey pojawił się również na japońskiej części trasy Taste of Chaos.
Pod koniec 2005 roku ukazało się ich pierwsze oficjalne europejskie wydanie w postaci albumu Withering to death. kilka miesięcy po japońskiej premierze. Muzyka zespołu była początkowo dostępna dla fanów mieszkających poza Azją jedynie przez import i internet. Album zdołał osiągnąć pierwszą nieazjatycką pozycję, plasując się na 31. miejscu fińskiej listy najlepiej sprzedających się albumów. Kolejny singiel, Clever Sleazoid, wspiął się na 15. miejsce singlowej listy w tym samym kraju. Kilka piosenek Dir En Grey zostało także użytych jako ścieżka dźwiękowa w filmie Death Trance z 2005 roku.
We wczesnym roku 2006 koncertowanie poszerzono o Stany Zjednoczone. Zespół pojawił się w Austin w Teksasie (festiwal South by Southwest), Nowym Jorku (Klub Avalon) i Los Angeles w Kalifornii (teatr Wiltern), czego następstwem było północnoamerykańskie wydanie Withering to death. Ponownie wszystkie bilety na występy zostały wyprzedane w ciągu kilku dni. Po wielu koncertach i festiwalach latem w Niemczech wokalista Kyo trafił do szpitala z powodu zapalenia strun głosowych. Mimo że dwa koncerty w Japonii zostały odwołane, Dir En Grey był w stanie dołączyć do trasy Family Values Tour organizowanej przez grupę Korn. We wrześniu Dir En Grey powrócił do Japonii, by wystąpić na Loudpark Festival wraz zespołami takimi jak Megadeth, Slayer czy Children of Bodom. Ich dwudziesty drugi singiel, Agitated Screams of Maggots, wydano w listopadzie podczas japońskiej części trasy „Inward Scream”. 30 grudnia w programie Headbanger’s Ball nadawanym na MTV2 teledysk do piosenki -saku- uznano za najlepszy klip roku.

### 2007 – teraz:The Marrow of a BoneiUroboros
W lutym Dir En Grey odbył swoją pierwszą poważną trasę koncertową po Stanach, odwiedzając siedemnaście miast, podczas gdy ich szósty album, The Marrow of a Bone, został wydany 7 lutego w Japonii, a niedługo potem w Stanach Zjednoczonych i Europie. W czerwcu i lipcu grupa występowała jako gość specjalny przed Deftones podczas ich trasy po USA. Następnie wyruszyli w europejską trasę, która obejmowała ich debiutanckie występy w Danii, Finlandii, Polsce, Szwecji, Wielkiej Brytanii, jak i na kilku festiwalach, wliczając Ankkarock, M’era Luna, Wacken Open Air oraz Metal Hammer Festival.
Zespół odbył we wrześniu inną międzynarodową trasę (zatytułowaną tak samo jak ich wydany w tym samym miesiącu singiel – Dozing Green) rozpoczynającą się w Japonii, a kontynuowaną w Europie, uwzględniając pierwsze koncerty w Holandii i Szwajcarii. Późnym listopadem Dir En Grey zagrał gościnnie przed Linkin Park na dwóch występach w Saitama Super Arena. W grudniu zaś zagrali jako support przed grupą 10 Years w czasie ich japońskiej trasy.
W związku z obchodem dziesiątej rocznicy powstania Dir En Grey wydano dwa albumy zawierające najlepsze piosenki zespołu zatytułowane Decade 1998–2002 oraz Decade 2003–2007.
Z początku 2008 roku Dir En Grey oznajmił, że ma w planach wydanie nowego albumu. Ich pierwsza w tym roku majowa trasa zatytułowana „Death over Blindness” po Japonii zakończyła się trzema występami w Shinkiba Studio Coast. Pomiędzy koncertami zespół wystąpił 4 maja na hide memorial summit, obok X Japan, Luna Sea i innych japońskich grup. Druga japońska trasa w 2008 roku, „The Rose Trims Again”, rozpoczęła się 10 września – w dzień wydania ich ostatniego singla – Glass Skin.
1 sierpnia Dir En Grey zapowiedział na listopad wypuszczenie siódmego albumu, Uroboros. Grupa wyruszyła w listopadzie w trasę promująca nowy album po Stanach Zjednoczonych i Kanadzie, która będzie trwać do grudnia. 29 grudnia zespół wystąpi na pojedynczym koncercie zatytułowanym „Uroboros -breathing-” w znanym Osaka-jou Hall, gdzie nie grali od dziewięciu lat.
Klip do piosenki Dozing Green uznano za najlepszy teledysk metalowy 2008 roku w programie Headbanger’s Ball emitowanym na MTV2.
Z początkiem 2009 roku zespół Dir En Grey zamierza odbyć pierwszą skrupulatną trasę po Wielkiej Brytanii i Irlandii. Dołączą do „Relentless Tour '09” organizowanej przez magazyn Kerrang! razem z Mindless Self Indulgence i innymi.
4 czerwca 2010 w Polsce wydany został album Uroboros with the proof in the name of living... – at Nippon Budokan, będący zapisem koncertu, który odbył się 9 i 10 stycznia 2010 w Nippon Budokan na zakończeniu trasy koncertowej „TOUR09 ALL VISIBLE THINGS.”

## Książki
- Shikaku [a dead angle] (視覚[a dead angle], 2000)
- Dragon Fly (2002)
- [XX] (2002)
- Ware (我, 2003)
- The Manipulated Life (2005)